# بلک‌بری پلی‌بوک
بلک‌بری پلی‌بوک (انگلیسی: BlackBerry PlayBook) یک مینی تبلت است که توسط بلک‌بری لیمیتد توسعه یافته و توسط کوئنتا کامپیوتر در چین ساخته شده‌است. این تبلت اولین بار در ۱۹ آوریل ۲۰۱۱ در کانادا و ایالات متحده برای فروش عرضه شد.